# John Duncan MacLean
John Duncan MacLean (* 8. Dezember 1873 in Colloden, Prince Edward Island; † 28. März 1948 in Ottawa) war ein kanadischer Politiker, Lehrer und Arzt. Vom 20. August 1927 bis zum 21. August 1928 war er Premierminister der Provinz British Columbia und Vorsitzender der British Columbia Liberal Party.

## Biografie
MacLean arbeitete auf einer Farm auf Prince Edward Island, zog dann aber 1892 nach Westen. Er war einige Jahre lang Schulrektor in Rossland und trat 1896 den Freimaurern bei. Später ging er an die McGill University in Montreal, machte 1905 einen Abschluss in Medizin und praktizierte in Greenwood. Im September 1916 wurde MacLean in die Legislativversammlung von British Columbia gewählt und gehörte der Provinzregierung an, zunächst als Erziehungsminister, ab 1924 als Finanzminister.
Premierminister John Oliver verstarb am 17. August 1927 und MacLean trat drei Tage später seine Nachfolge als Parteivorsitzender und Regierungschef an. Bei den Wahlen am 18. Juni 1928 erlitten die Liberalen eine Niederlage und MacLean trat am 21. August von allen Ämtern zurück. Im selben Jahr kandidierte er bei einer Unterhaus-Nachwahl, wurde aber um weniger als hundert Stimmen geschlagen. Den Rest seines Lebens verbrachte er in Ottawa als Vorsitzender der kanadischen Behörde für Landwirtschaftskredite.